# Japansk skarv
Japansk skarv (Phalacrocorax capillatus) är en östasiatisk fågel i familjen skarvar inom ordningen sulfåglar. Den förekommer som namnet avslöjar i Japan, men även i Korea, nordöstra Kina och sydostligaste Ryssland. IUCN kategoriserar den som livskraftig. Arten är nära släkt och mycket lik storskarven.

## Utseende

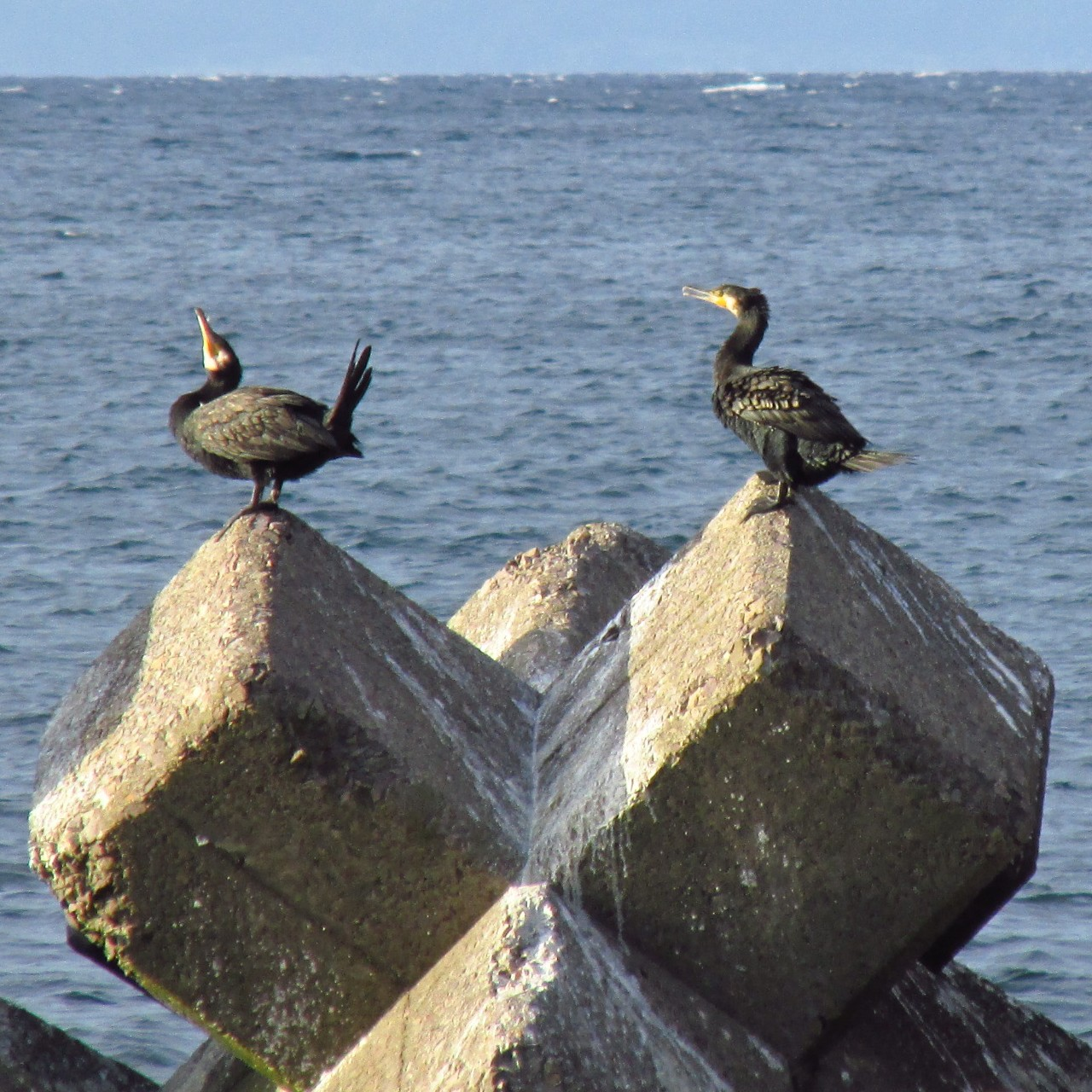

Japansk skarv är en stor skarv med en kroppslängd på 81–92 cm, överlappande men generellt mindre än storskarven som den är mycket lik i formen. Denna art har dock något större huvud och bakre delen av hjässan är mer fyrkantig. Med sin helsvarta dräkt är den i stort sett lik storskarven, men med större vit ansiktsfläck. Den adulta fågeln har vidare en djup grönglans på övre vingtäckare, manteln och vingpennorna. Strupfläck och den bara huden i ansiktet är gul liksom storskarven, men är mindre utbrett och ej nedan näbben. I flykten verkar den kraftigare.

## Läten
Arten är mestadels tyst utanför häckningstid. Vid boet hörs bland annat låga "guarr".

## Utbredning
Arten förekommer utmed klippiga kuster och på öar i nordöstra Asien, från sydöstra Ryssland och Japanska havet till Sachalin och södra Kurilerna, sedan vidare söderut till Japan, Korea och nordöstra Kina. Vintertid kan den ses utanför Kinas östra kust söderut till Taiwan.

## Systematik
Genetiska studier visar att den står mycket nära storskarven. Den behandlas som monotypisk, det vill säga att den inte delas in i några underarter.

### Skarvarnas släktskap
Skarvarnas taxonomi har varit omdiskuterad. Traditionellt har de placerats gruppen i ordningen pelikanfåglar (Pelecaniformes) men de har även placerats i ordningen storkfåglar (Ciconiiformes). Molekulära och morfologiska studier har dock visat att ordningen pelikanfåglar är parafyletisk. Därför har skarvarna flyttats till den nya ordningen sulfåglar (Suliformes) tillsammans med fregattfåglar, sulor och ormhalsfåglar.

## Levnadssätt
Japansk skarv ses utmed klippiga kuster och öar. Den är havslevande och ses sällan inåt land. Fågeln lever mestadels av fisk som den fångar genom att dyka och jaga under vatten. Den häckar i kolonier, ibland intill storskarv och hägrar, på klippor. Äggläggning sker mellan maj och juli i Japan.

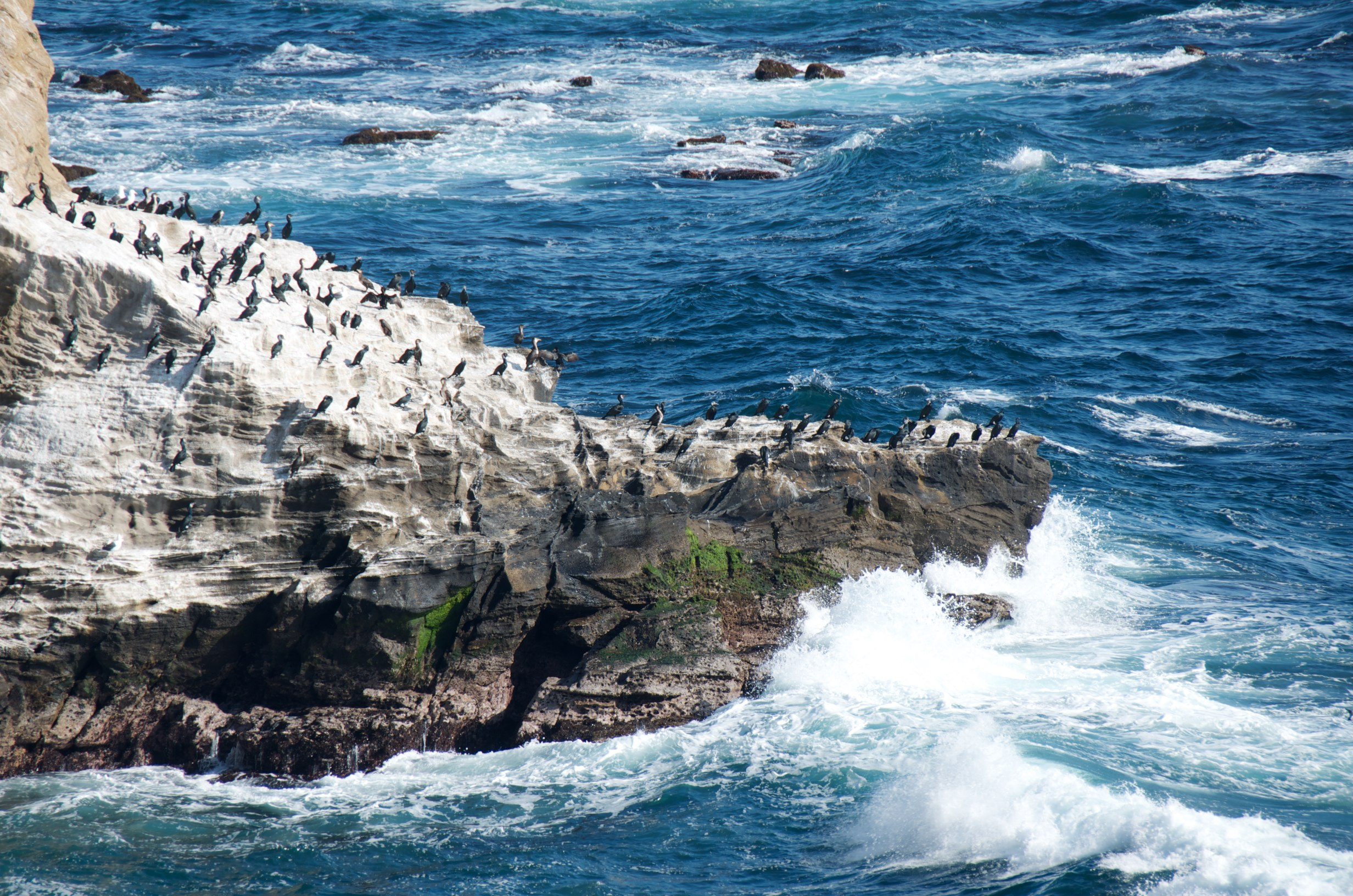
Koloni med japansk skarv på ön Jōgashima.

## Status och hot
Artens populationstrend är okänd, men utbredningsområdet är relativt stort. Internationella naturvårdsunionen IUCN anser inte att den är hotad och placerar den därför i kategorin livskraftig. Världspopulationen uppskattas till mellan 25 000 och 100 000 individer.